# Lancelot Hogben
Lancelot Thomas Hogben FRS (Portsmouth, 9 de desembre de 1895 – 22 d'agost de 1975) va ser un científic multidisciplinari d'origen britànic, membre de la Royal Society. Va ser especialment conegut en el camp de la fisiologia experimental, introduint el Xenopus laevis (amfibi molt semblant a la granota) com a model per a la investigació biològica; en el camp de l'estadística mèdica, oposant-se activament al moviment pro-eugenèsia; i en el camp de la divulgació científica. Hogben va escriure una autobiografia poc abans de morir, sense arribar-ne a entregar una versió definitiva, de manera que els seus fills Adrian i Annie Hogben van publicar-la com a autobiografia no autoritzada. Aquesta obra és la principal referència del present article.

## Primers anys
Hogben va nàixer a Portsmouth l'any 1895, fill de pares metodistes. Havent-se mudat a Londres, va assistir a l'escola secundària de Tottenham; a la biblioteca pública va descobrir les obres darwinistes i va obtenir una formació extra en zoologia de manera autodidacta. Mitjançant una beca, va estudiar medicina en el Trinity College de Cambridge, graduant-se en fisiologia l'any 1915. Va adquirir conviccions socialistes, i va participar en la Societat Fabiana de Cambridge. Va adoptar una visió crítica del dogmatisme marxista, i va esdevenir un membre molt actiu del Partit Laborista. Finalment, acabaria definint-se com a humanista. Durant la Primera Guerra Mundial, la consciència pacifista de Hogben va portar-lo a negar-se a realitzar el servei militar obligatori, per la qual cosa va ser empresonat durant tres mesos. L'any 1918 Hogben va casar-se amb l'economista i sindicalista Enid Charles, a qui havia conegut un any abans a Cambridge.

## Genètica i fisiologia
L'any 1917 Hogben ja era professor en el departament de zoologia de l'escola universitària de Birkbeck, i el 1919 va passar a l'Imperial College London de ciència, tecnologia i medicina, que disposava d'un bon laboratori de fisiologia comparada. Allà Hogben va dirigir un estudi sobre el procés que segueixen els parells de cromosomes just abans de dividir-se. Contra la teoria dominant de la tele-sinapsi (connexió a distància entre cromosomes), Hogben va plantejar la possibilitat de para-sinapsi (connexió lateral). Aquesta seria una aportació important a la teoria del cromosoma.
A partir del 1922, Hogben va continuar la seva activitat a Edimburg, estudiant la fisiologia de la glàndula pituïtària en col·laboració amb altres biòlegs com Julian Huxley i J. B. S. Haldane. Van observar la capacitat de certs vertebrats arcaics, especialment granotes, per a enfosquir o aclarir el color de la pell segons el to cromàtic de l'entorn, la qual cosa els va portar a plantejar un procés de control endocrí sobre la mutació cromàtica. Així, van aïllar una nova hormona, l'hormona estimulant dels melanòcits, o MSH (de l'anglès melanocyte stimulating hormone).
L'any 1923 Hogben va co-fundar la Societat de Biologia Experimental i la seva revista, junt amb Julian Huxley i J. B. S. Haldane, amb els quals compartia una postura anti-eugenèsia. Contra la separació estricta entre herència i ambient, Hogben plantejava la interdependència entre l'herència natural i el suport ambiental (en anglès, nature & nurture).
L'any 1927 Hogben i la seva família van anar a viure a Ciutat del Cap, Sud-àfrica, a una zona amb gran diversitat biològica. Allà Hogben va ser pioner en l'estudi d'una espècie d'amfibi molt semblant a la granota, el Xenopus laevis, que posteriorment ha sigut molt estudiat en diversos camps de la biologia. Hogben va demostrar que la funció ovària del Xenopus laevis depèn d'una hormona pituïtària, la gonadotropina. Aquesta descobriment va donar lloc a un test d'embaràs relativament fiable (lliure de falsos positius, si bé amb possibilitat de falsos negatius), que va ser de gran importància clínica i social durant algunes dècades, fins a la introducció de nous tests immunològics en la dècada de 1960.
En l'àmbit social, a Sud-àfrica Hogben i la seva esposa van oposar-se activament a les polítiques de discriminació racial.
Hogben va retornar a Anglaterra per a assumir la nova càtedra de Biologia Social en la London School of Economics, a on va coincidir amb figures importants de la genètica i la demografia, com Ronald Fisher (figura destacada del moviment pro-eugenèsia), J. B. S. Haldane, Lionel Penrose, i Sewall Wright. L'any 1931 Hogben va publicar Genetic Principles in Medicine and Social Science (Principis Genètics en Medicina i Ciència Social), havent tractat la matèria en una sèrie de conferències exitoses a la universitat de Birmingham. Va adquirir una casa de camp a Devon, que és esmentada pel seu fill Adrian en un comentari que suggereix un enfocament limitat de la ciència genètica:
| «                        | Lancelot gave me pairs of rabbits of six different breeds, which enabled me to verify Mendel's laws. But he warned me to avoid medical genetics. Genetic disorders were rare and most had been discovered. [Traducció: ] Lancelot va donar-me parells de conills de sis races diferents, amb les quals jo podia verificar les lleis de Mendel. Però va avisar-me que evités la genètica mèdica. Els trastorns genètics eren rars i la majoria havien sigut descoberts. | » |
| — Hogben (1998, p. xiii) | |   |

La Royal Society d'Edimburg va concedir a Hogben un premi per la seva contribució a la genètica. L'any 1946, Hogben va publicar An Introduction to Mathematical Genetics (Una introducció a la genètica matemàtica).

## Divulgació científica
L'any 1937 Hogben va publicar el manual divulgatiu Mathematics for the million: a popular self-educator (Matemàtiques per a la multitud: un auto-educador popular), denotant amb el títol la voluntat de divulgar el coneixement científic a una gran multitud de gent. Si bé el llibre no va aconseguir vendre un milió de còpies, com alguns va criticar amb ironia, de fet va arribar a vendre mig milió ja l'any 1978. Gran part de l'èxit es devia als dibuixos i gràfics imaginatius que va concebre Hogben, influenciat pel tractament gràfic que havia observat en el llibre Outline of History de H. G. Wells (1922). L'any 1938 Hogben va publicar el manual divulgatiu Science for the Citizen: a self-educator (Ciència per al ciutadà: un auto-educador). Després d'editar The loom of language (El sorgiment del llenguatge) de F. Bodmer, Hogben va publicar l'any 1943 Interglossa: A draft of an auxiliary for a democratic world order (Interglossa: Un esborrany d'una llengua auxiliar per a un ordre mundial democràtic). Hogben havia observat la dificultat dels estudiants per a memoritzar termes biològics degut al desconeixement de l'etimologia, i va acostumar-se indicar les principals arrels greco-llatines mitjançant exemples que resultaven de valor mnemotècnic. Així va ser com va començar a recopilar un vocabulari universal format per arrels llatines i gregues. Ja durant la Segona Guerra Mundial, a Birmingham Hogben va desenvolupar unes pautes de sintaxi i va completar l'esborrany d'una nova llengua auxiliar internacional basada especialment en el lèxic de la ciència moderna:
| «                                  | Because natural science is the only existing form of human co-operation on a planetary scale, men of science, who have to turn to journals published in many languages for necessary information, are acutely aware that the babel of tongues is a social problem of the first magnitude. Men of science, more than others, have at their finger-tips an international vocabulary which is already in existence (...) [Traducció: ] Ja que la ciència natural és l'única forma existent de cooperació humana a escala planetària, els homes de ciència, que han d'acudir a revistes publicades en moltes llengües per a informació necessària, són agudament conscients del fet que la babel de llengües és un problema social de primera magnitud. Els homes de ciència, més que altres, tenen als seus dits un vocabulari internacional que ja existeix (...)] | » |
| — Hogben, Interglossa (1943, p. 7) | |   |

Posteriorment, treballaria també en una versió internacional de la llengua anglesa basada en l'anglès bàsic que havia creat Charles Kay Ogden i que portaria el nom de Essential World English.

## Estadística mèdica
Hogben es trobava a Oslo donant unes conferències sobre la falsedat de les teories racials nazis, quan aquests van ocupar Noruega, i va haver d'escapar a través de Suècia, Sibèria i Japó, emigrant temporalment a Canadà amb la família. L'any 1942 va retornar a Gran Bretanya, i el 1946 la universitat de Birmingham va crear una nova càtedra en Estadística Mèdica per a ell. L'any 1957, quatre anys abans de retirar-se, va escriure una anàlisi crítica dels errors o punts febles de la metodologia estadística, Statistical Theory: an examination of the contemporary crisis in statistical theory from a behaviourist viewpoint (Teoria estadística: un examen de la crisi contemporània en teoria estadística des d'un punt de vista conductista). Hogben tractava de clarificar el misticisme que envolta el concepte de significació estadística. Aquesta obra va ser reeditada el 1970 com a primera part del llibre The Significance Test Controversy (La controvèrsia del test de significació). Així, Hogben qüestionava les bases de l'estadística fisheriana, enfocament predominant sobre anàlisi de dades en medicina i ciències socials.

## Humanisme científic
Dins Dangerous Thoughts de 1939 (Pensaments perillosos), Hogben s'autodefinia com a humanista científic:
| «                        | The Utopians—as they are usually called—anticipated scientific humanism because they saw clearly that human needs cannot be assessed in terms of "consumers' choice" and because they saw the hypertrophied metropolitanism of capitalist evolution creating psychological strains for which redistribution of spending power furnishes no sufficient remedy. [Traducció: ] Els utopistes—com se’ls sol anomenar—ja van anticipar l'humanisme científic, en veure clarament que les necessitats humanes no poden ser avaluades en termes de “elecció del consumidor”, i perquè van veure el metropolitanisme hipertrofiat de l'evolució capitalista creant tensions psicològiques per a les quals la redistribució del poder adquisitiu no proveeix remei suficient. | » |
| — Hogben (1998, p. xvii) | |   |

## Algunes obres (en la versió original anglesa)
- Lancelot T. Hogben (1926). Comparative physiology. London: Sedgwick & Jackson; New York: MacMillan.
- — (1927). Principles of evolutionary biology. Cape Town and Johannesburg: Juta.
- — (1930). The nature of living matter. London: Kegan Paul.
- — (1933). Nature and nurture. London: Williams & Norgate.
- — (1936). Mathematics for the million: a popular self-educator. London: Allen & Unwin; New York: Norton 1937.
- — (1938). Science for the citizen: a self-educator based on the social background of scientific discovery. London: Allen & Unwin; New York: Norton.
- — (1939). Dangerous thoughts. London: Allen & Unwin.
- — (1943). Interglossa. A draft of an auxiliary for a democratic world order, being an attempt to apply semantic principles to language design. Harmondsworth and Nova York: Penguin Books.
- — (1949). From cave painting to comic strip: a kaleidoscope of human communication. London: Max Parrish.
- — (1955). Man must measure: The wonderful world of mathematics. London: Rathbone.
- — (1957). Statistical theory: An examination of the contemporary crisis in statistical theory from a behaviorist viewpoint. London: Allen & Unwin.
- — (1960). Mathematics in the making. London: Macdonald.
- — (1963). Essential World English. London: Michael Joseph.
- — (1964). The mother tongue. London: Secker & Warburg.
- — (1967). Mathematics for the million (4a ed., extensament revisada amb material addicional i completament re-ilustrada). London: George Allen & Unwin; New York: Norton 1937.
- — (1968). The wonderful world of mathematics. London: Macdonald.
- — (1968). The wonderful world of energy. London: Macdonald.
- — (1969). The wonderful world of communication. London: Macdonald.